# Terra Nova do Norte
Terra Nova do Norte é um município brasileiro do estado de Mato Grosso. Localiza-se no centro-norte matrogrossense, distando 627 km de Cuiabá, a capital do estado. Ocupa uma área de 2 399,736 km², e sua população no censo de 2022 do Instituto Brasileiro de Geografia e Estatística era de 10.616 habitantes, sendo o 68.º município mais populoso do estado.
A sede tem uma temperatura média anual de 24 ºC. O seu Índice de Desenvolvimento Humano (IDH) foi inferido em 0,698 no ano de 2010, considerado como médio pelo Programa das Nações Unidas para o Desenvolvimento (PNUD). Seu Produto Interno Bruto (PIB) foi estimado em R$ 502,308 milhões no ano de 2021. O PIB per capita era o 65.º maior do estado e o 803.º do país no mesmo ano. O setor primário é predominante na economia local, correspondendo a quase metade do valor adicionado bruto. Em 2010, a taxa de atividade econômica era de 77,85% entre os maiores de dezoito anos, enquanto o salário médio em 2021 foi de 2,3 salários mínimos.
A formação de Terra Nova do Norte ocorreu com a chegada de sem-terras do Rio Grande do Sul. A infraestrutura foi criada pela Cooperativa Agrária de Canarana, que estabeleceu 1.062 lotes em 9 agrovilas, em uma área de 435 mil hectares destinada pelo governo. O nome "Terra Nova" foi dado à região central, acrescentando "Norte" para diferenciação de outros municípios. Em 13 de maio de 1986, foi elevado a município, desmembrando-se do município de Colider, e instalado em 10 de janeiro de 1987, com as posses do prefeito, vice-prefeito e vereadores.

## História
A formação da região que atualmente compreende Terra Nova do Norte ocorreu com a chegada de sem-terras do Rio Grande do Sul. Eram provenientes sobretudo das cidades de Nonoai, Planalto, Tenente Portela, Miraguaí e Guarita, de onde foram desalojados.
O trabalho de criação da infraestrutura foi delegado à Cooperativa Agrária de Canarana. O governo destinou 435 mil hectares de terras para a formação dos assentamentos, sendo que a cooperativa estabeleceu 1.062 lotes em 9 agrovilas.
A região central da nova localidade recebeu o nome de "Terra Nova", ao qual foi adicionado "Norte" para distingui-la de outros municípios da Bahia e de Pernambuco.
Foi elevado a município pela Lei Estadual n.º 4.995 de 13 de maio de 1986, com território desmembrado do município de Colider. O município foi instalado em 10 de janeiro de 1987, com as posses do prefeito, vice-prefeito e vereadores.

## Geografia
O município está localizado na região centro-norte do estado de Mato Grosso, estando distante a 627 quilômetros de Cuiabá, capital estadual. Situa-se a 10º31'6" de latitude sul e 55º13'56" de longitude oeste. Com uma área de 2.399,736 km², limita-se com os municípios de Colíder, Peixoto de Azevedo, Nova Guarita e Nova Santa Helena. De acordo com a divisão do Instituto Brasileiro de Geografia e Estatística, pertence às Regiões Geográficas Intermediária de Sinop e Imediata de Sinop.
A altitude média do município é de 304 metros acima do nível do mar, com mínima de 238 metros e máxima de 442 metros. O território é composto integralmente pelo bioma Amazônia. O clima é equatorial quente e úmido, com temperatura média anual de 24°C. Com índice de pluviosidade anual de 2.500 mm, a intensidade máxima ocorre nos meses de janeiro, fevereiro e março. Pertence à bacia hidrográfica do Rio Amazonas.

## Demografia
Em 2022, a população do município foi contada pelo Instituto Brasileiro de Geografia e Estatística em 10.616 habitantes. Dos 142 municípios de Mato Grosso, era o 68.º mais populoso. De acordo com o censo daquele ano, 5.359 (50,48%) habitantes eram homens e 5.257 (49,52%) mulheres.
Conforme a pesquisa de autodeclaração do censo do IBGE de 2022, a população era composta por 4.993 brancos (47%), 4.968 pardos (46,8%), 648 pretos (6,1%), seis indígenas (0,05%) e um amarelo (0,01%). Em relação à pirâmide etária, 7.120 (67,1%) pessoas tinham entre 15 a 64 anos da idade, 2.301 (21,7%) menos de 15 anos e 1.195 (11,2%) mais de 65 anos. Um homem era centenário.
O Índice de Desenvolvimento Humano Municipal (IDH-M) de Gaúcha do Norte, de 0,698 em 2010, era considerado médio pelo Programa das Nações Unidas para o Desenvolvimento (PNUD). O mesmo indicador havia sido apurado em 0,521 em 2000. Considerando-se apenas o índice de educação, o valor é de 0,602, sendo o de longevidade 0,815 e o de renda 0,692. O coeficiente de Gini, que mede a desigualdade social, era de 0,51, sendo que 1,00 é o pior número e 0,00 é o melhor. A taxa de mortalidade infantil era de 17,20 e a expectativa de vida era de 73,89 anos.

## Política e administração
O Poder Executivo do município é chefiado pelo prefeito, auxiliado por oito secretários. Desde janeiro de 2021, o executivo é comandado por Pascoal Alberton, enquanto a vice-prefeita é Roseli Terezinha Moresco. Ambos foram eleitos em novembro de 2020 com 2.815 votos (46,66%).
O Poder Legislativo é representado pela Câmara Municipal de Vereadores, da qual integram nove vereadores. O legislativo é dirigido pelo presidente, o qual compõe a mesa diretora juntamente com o vice-presidente e dois secretários. Cabe à casa elaborar e votar leis fundamentais à administração e ao Executivo, além de fiscalizá-lo. Em 2024, sete membros do legislativo eram homens e dois eram mulheres.
O município é jurisdicionado pela Comarca de Terra Nova do Norte, do Tribunal de Justiça de Mato Grosso. A comarca foi criada em 2003, sendo inaugurada em maio de 2004. Um juiz de Direito foi designado para atuar na comarca.
Na política nacional, o derrotado Jair Bolsonaro (PL) obteve 4.199 votos (66,05%) no segundo turno da eleição presidencial de 2022, superando o presidente eleito Luiz Inácio Lula da Silva (PT), o qual recebeu 2.158 votos (33,95%). Para o governo de Mato Grosso, Mauro Mendes (UNIÃO) angariou 3.690 votos (65,99%), enquanto Wellington Fagundes (PL) conseguiu 2.370 votos (53,99%).
| Ano  | Eleitorado | Candidato eleito        | Votos - %      | Segundo colocado      | Votos - %      | Outros         | Votos brancos e nulos |
| ---- | ---------- | ----------------------- | -------------- | --------------------- | -------------- | -------------- | --------------------- |
| 2020 | 8.503      | Pascoal Alberton - MDB  | 2.815 - 46,66% | Milton Toniazzo - DEM | 1.934 - 32,06% | 1.284 - 21,28% | 306 - 4,83%           |
| 2016 | 8.833      | Valter Kuhn - PR        | 3.694 - 55,11% | Milton Toniazzo - DEM | 3.009 - 44,89% | -              | 304 - 4,34%           |
| 2012 | 8.931      | Milton Toniazzo - DEM   | 2.293 - 34,17% | Valter Kuhn - PT      | 2.264 - 33,74% | 2.153 - 32,09% | 363 - 5,13%           |
| 2008 | 9.011      | Manoel Freitas - PR     | 4.161 - 60,12% | João de Souza - PPS   | 2.760 - 39,88% | -              | 387 - 5,59%           |
| 2004 | 9.002      | Manoel Freitas - PPS    | 3.210 - 45,62% | Milton Toniazzo - PFL | 2.166 - 30,78% | 1.661 - 23,60% | 306 - 4,17%           |
| 2000 | 10.188     | Luiz de Oliveira - PSDB | 3.981 - 58,48% | Zé Carlos - PMDB      | 2.826 - 41,52% | -              | 537 - 7,31%           |

| Ano  | Eleitorado | Primeiro colocado                | Votos - %      | Segundo colocado               | Votos - %      | Outros      | Votos brancos e nulos |
| ---- | ---------- | -------------------------------- | -------------- | ------------------------------ | -------------- | ----------- | --------------------- |
| 2022 | 8.645      | Jair Bolsonaro - PL              | 4.199 - 66,05% | Luiz Inácio Lula da Silva - PT | 2.158 - 33,95% | -           | 132 - 2,03%           |
| 2018 | 8.680      | Jair Bolsonaro - PSL             | 3.498 - 60,56% | Fernando Haddad - PT           | 2.278 - 39,44% | -           | 294 - 4,85%           |
| 2014 | 8.798      | Dilma Rousseff - PT              | 3.331 - 55,10% | Aécio Neves - PSDB             | 2.714 - 44,90% | -           | 133 - 2,15%           |
| 2010 | 9.125      | Dilma Rousseff - PT              | 3.754 - 58,98% | José Serra - PSDB              | 2.611 - 41,02% | -           | 178 - 2,72%           |
| 2006 | 8.916      | Luiz Inácio Lula da Silva - PT   | 3.646 - 56,54% | Geraldo Alckmin - PSDB         | 2.802 - 43,46% | -           | 161 - 2,44%           |
| 2002 | 9.030      | Luiz Inácio Lula da Silva - PT   | 3.218 - 54,69% | José Serra - PSDB              | 2.666 - 45,31% | -           | 261 - 4,25%           |
| 1998 | 10.506     | Fernando Henrique Cardoso - PSDB | 3.830 - 67,38% | Luiz Inácio Lula da Silva - PT | 1.288 - 22,66% | 566 - 9,96% | 978 - 14,68%          |

## Economia
O Produto Interno Bruto (PIB) de Terra Nova do Norte foi estimado em R$ 502,308 milhões no ano de 2021. Era o 82.º município com maior PIB do estado de Mato Grosso e o 1.749.º do Brasil. O PIB per capita era de R$ 54.104,74, o 65.º maior do estado e 803.º do país.
O setor primário é o mais relevante para a economia municipal. O valor adicionado bruto da agropecuária era de R$ 241,201 milhões no ano de 2021.
O valor adicionado bruto da indústria era de R$ 30,908 milhões, no mesmo ano.
O setor de serviços participava com 25,3% do valor adicionado bruto e da administração pública com 15,9%.
Em 2010, 77,85% da população maior de dezoito anos era economicamente ativa, enquanto a taxa de desocupação era de 3,16%. O salário médio foi aferido em 2,3 salários mínimos no ano de 2021. A prestação de serviços é o setor que mais emprega, representando 38,76% dos empregos com carteira assinada, seguido pelo comércio com 27,20%, indústria com 20,04% e agropecuária com 13,99%.
Em 2017, as receitas orçamentárias do município eram de R$ 35,176 milhões, enquanto os gastos orçamentários somavam R$ 30,936 milhões.
O município possuía, no ano de 2017, 255 empresas instaladas, as quais contribuíram para a criação de 1.522 empregos formais. As empresas de micro e pequeno porte representavam 98,43% do total de estabelecimentos no município, sendo responsáveis por 55,66% dos empregos formais disponíveis. Aproximadamente 45,88% dos estabelecimentos estavam relacionadas com a agropecuária, enquanto 29,02% com o comércio, 9,80% com a indústria e 15,29% com a prestação de serviços.

## Infraestrutura
O município possuía quatorze estabelecimentos de saúde em dezembro de 2017.
Em 2018, haviam 2.633 alunos matriculados na educação infantil, ensino fundamental, ensino médio, ensino profissionalizante e em cursos voltados para a educação de jovens e adultos. Três instituições ofertavam cursos técnicos profissionalizantes.